# Suzanne Paquette-Goyette
Pour les articles homonymes, voir Paquette et Goyette.
 (août 2024).
Si vous disposez d'ouvrages ou d'articles de référence ou si vous connaissez des sites web de qualité traitant du thème abordé ici, merci de compléter l'article en donnant les références utiles à sa vérifiabilité et en les liant à la section « Notes et références ».
Suzanne Paquette-Goyette, née  le 25 août 1908 à Montréal et morte le 6 février 2001 à Montréal, est  une enseignante et comédienne québécoise

## Biographie
Élève puis enseignante au Conservatoire Lassalle de Montréal pendant cinquante ans, Suzanne Paquette-Goyette en a été la directrice pendant vingt-quatre ans.
Dès 1960, elle prend la direction du Conservatoire. Vers 1968, elle lance les démarches nécessaires pour faire du Conservatoire Lassalle un Cégep consacré aux arts de la scène et de la parole, tout en attribuant la moitié du temps scolaire aux études académiques.  
Parallèlement à son enseignement linguistique et théâtral, elle joua la comédie à l'Atelier, section française du Montreal Repertory Theatre dirigé par Madame Martha Allan. À plusieurs reprises, elle fit partie du jury du Grand prix littéraire de la Ville de Montréal.
Elle inaugura en 1937 des défilés de mode commentés en français pour la Maison Eaton; une première. 
En plus d'enseigner puis de diriger le Conservatoire Lassalle, elle consacra ses loisirs à diriger à titre bénévole plusieurs organismes à but non lucratif. Elle fut présidente de la Ligue de la Jeunesse Féminine dont tous les bénéfices d'opérations étaient utilisés à l'achat de souliers pour l'enfance démunie. Elle s'occupa de la création de bibliothèques pour les enfants. Elle fut aussi membre du bureau de direction de la Société d'archéologie et de numismatique de Montréal. Dans le domaine religieux et social, elle présida et organisa le Service de préparation à la vie pour l'Action catholique de Montréal.
Les dames de la Congrégation de Notre-Dame de Montréal de l'institut pédagogique l'invitèrent à donner un cours particulier destiné aux jardinières d'enfants dans le but de créer un meilleur enseignement grâce à l'art de raconter. Son succès dans ce domaine lui valut d'être demandée pour donner une série de cours similaires à l'Institut de Pédagogie Familiale des Sœurs Jésus-Marie.
En 1978, Madame Paquette-Goyette fut nommée membre de l'Ordre du Canada et en 1988 elle devint Chevalier de l'Ordre national du Québec. L'Université de Montréal lui décerna, en 1981, un Doctorat honoris causa.
Elle est décédée le 6 février 2001 après une courte maladie.

## Distinctions
- 1978 - Membre de l'Ordre du Canada
- 1981 - Docteure honoris causa de l'Université de Montréal
- 1988 - Chevalière de l'Ordre national du Québec